# American Electric Power
American Electric Power Company Inc är en amerikansk elproducent som är en av USA:s största med fler än fem miljoner kunder i elva delstater. De producerar årligen 31 000 megawatt och har också landets mest omfattande kraftledningsnätverk som är längre än 6 437 mil (40 000 miles).
För 2015 hade de en omsättning på nästan $16,5 miljarder och hade i september 2016 en personalstyrka på 17 405 anställda. Deras huvudkontor ligger i Columbus i Ohio.